# Шери Търкъл
Шери Търкъл (на английски: Sherry Turkle) е американски клиничен психолог и преподавател по социални науки и научни технологии в Масачузетския технологичен институт.

## Научна дейност
Търкъл фокусира изследванията си върху психоаналитичната перспектива спрямо културата и върху психологията на отношението на човека към технологията, особено – информационните технологии и компютърното пристрастяване.
В книгата си The Second Self („Вторият Аз“) Търкъл използва основно дискурса на Жан Пиаже, за да изследва как децата придобиват познание за компютъра и как това се отразява на съзнанието им.
В Life on the Screen („Живот на екрана“) Шери Търкъл описва възможността различната идентичност (или повече от една идентичност) на индивида във физическата реалност и при ролевите онлайн-игри (MUD) да се използва като форма на авто-терапия. Освен това, заради това, че жените и компютрите са „малко скарани“, Търкъл разкрива „нелинейния“ подход на жените към технологията, като го описва така, че сякаш жените използват компютрите – „повече като арфа, отколкото като чук“. Заради това, че технологичната култура е доминиращо мъжка – смята Търкъл – водещите ѝ ценности са йерархията и контролът. С развитието на Интернет настъпва чувствителна промяна към култура, която цени сътрудничеството и общността – атрибути, по-характерни за женствеността.
Шери Търкъл работи над проблемите, които възникват при употребата на MUD-игрите. Един от тях е разграничаването между реалния живот и Интернет-дейността. В „Живот на екрана“ тя твърди, че компютрите и Интернет предефинират човешката идентичност; понеже хората изследват границите на собствената си личност, присвояват множествени Аз-ове и формират онлайн-взаимоотношения, които може да бъдат по-интензивни от реалните. Глобалната мрежа, според Търкъл, преформулира чувството ни за общност и мястото, където търсим и намираме приятелите си.